# Vacíkov
Vacíkov (dříve také Vácíkov) je vesnice, část obce Hvožďany v okrese Příbram ve Středočeském kraji. Nachází se asi 3,5 kilometru severovýchodně od Hvožďan. Vesnicí protéká Vacíkovský potok. Vesnicí prochází silnice II/176. Vacíkov je také název katastrálního území o rozloze 17,13 km².

## Název
Původ názvu se odvozuje od majitele Vacíka (což je zdrobnělina jména Václav) – Vacíkův dvůr.

## Historie
První písemná zmínka o vesnici se váže k Adamu Lvovi z Rožmitálu, který prodal Vacíkov s Miřetínem věřitelům, od nichž pak obě vsi roku 1545 prodejem přešly k Březnici.  Mezi vesnicemi panství Březnice se uvádějí vsi Počaply a Vacíkov k roku 1548. V roce 1754 se připomíná hospoda.
V roce 1932 byly ve vsi Vacíkov (příslušnost Nouzov, Nová Luka, 323 obyvatel, samostatná ves se později stala součástí Hvožďan) evidovány tyto živnosti a obchody: 2 výrobci dřeváků, Lesní družstvo ve Vacíkově, 2 hostince, kovář, obuvník, rolník, obchod se smíšeným zbožím, 2 trafiky, 2 velkostatky (Pálffy, Schwarzenberg), zahradnictví.

## Přírodní poměry
Do katastrálního území Vacíkov zasahuje část přírodní památky Velký Raputovský rybník.

## Obyvatelstvo
| Rok            | 1869 | 1880 | 1890 | 1900 | 1910 | 1921 | 1930 | 1950 | 1961 | 1970 | 1980 | 1991 | 2001 | 2011 | 2021 |
| -------------- | ---- | ---- | ---- | ---- | ---- | ---- | ---- | ---- | ---- | ---- | ---- | ---- | ---- | ---- | ---- |
| Počet obyvatel | 341  | 358  | 369  | 351  | 336  | 327  | 299  | 228  | 218  | 209  | 157  | 148  | 129  | 118  | 109  |
| Počet domů     | 55   | 57   | 57   | 57   | 55   | 54   | 55   | 58   | 53   | 51   | 47   | 55   | 56   | 60   | 65   |

## Obecní správa
Při sčítání lidu v letech 1850–1879 Vacíkov byl osadou obce Roželov v okrese Blatná. V letech 1880–1975 byl samostatnou obcí, se kterým patřil nejprve do okresu Blatná, ale od roku 1960 v okrese Příbram. Od 1. ledna 1976 je částí obce Hvožďany v okrese Příbram. V letech 1880–1886 k obci patřily Planiny a Roželov a v letech 1880–1954 také Nouzov.

## Pamětihodnosti

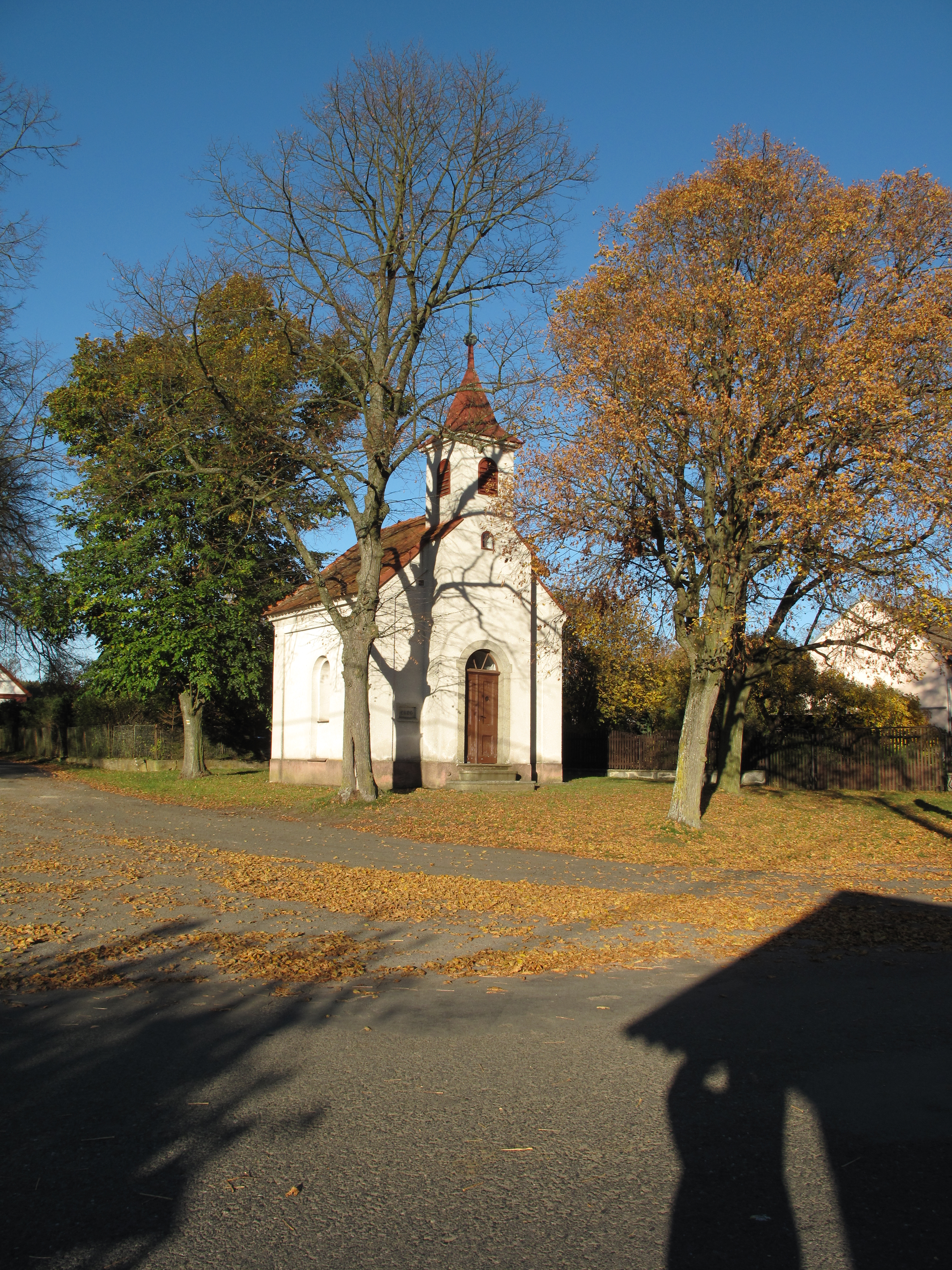
Kaple

- Lovecký zámek se zámeckým parkem a altánem – postavil Eduard Pálffy v letech 1874–1875
- Kaple na návsi – postavena roku 1760, přestavěna v roce 1903
- Hájovna Na Černé prsti (Na Dědku) – postavena roku 1904
- Socha Panny Marie Neposkvrněného početí z roku 1880 – podle stříbřitého nátěru zvaná Železna panna, ve výklenkové kapli u lesa
- Kříž – na památku vraždy hajného Josefa Bartoně († 6. 6. 1878)
- Pomník na památku padlým z první světové války (1914–1918) s pamětní deskou padlým ze druhé světové války
- Pomník  padlým partyzánům otci a synovi Königsmarkovým († 26. 10. 1944), v lese "Na Dědku"

## Osobnosti
- Karel Steigerwald (* 1945), český dramatik, spisovatel a novinář, zdejší rodák

## Galerie

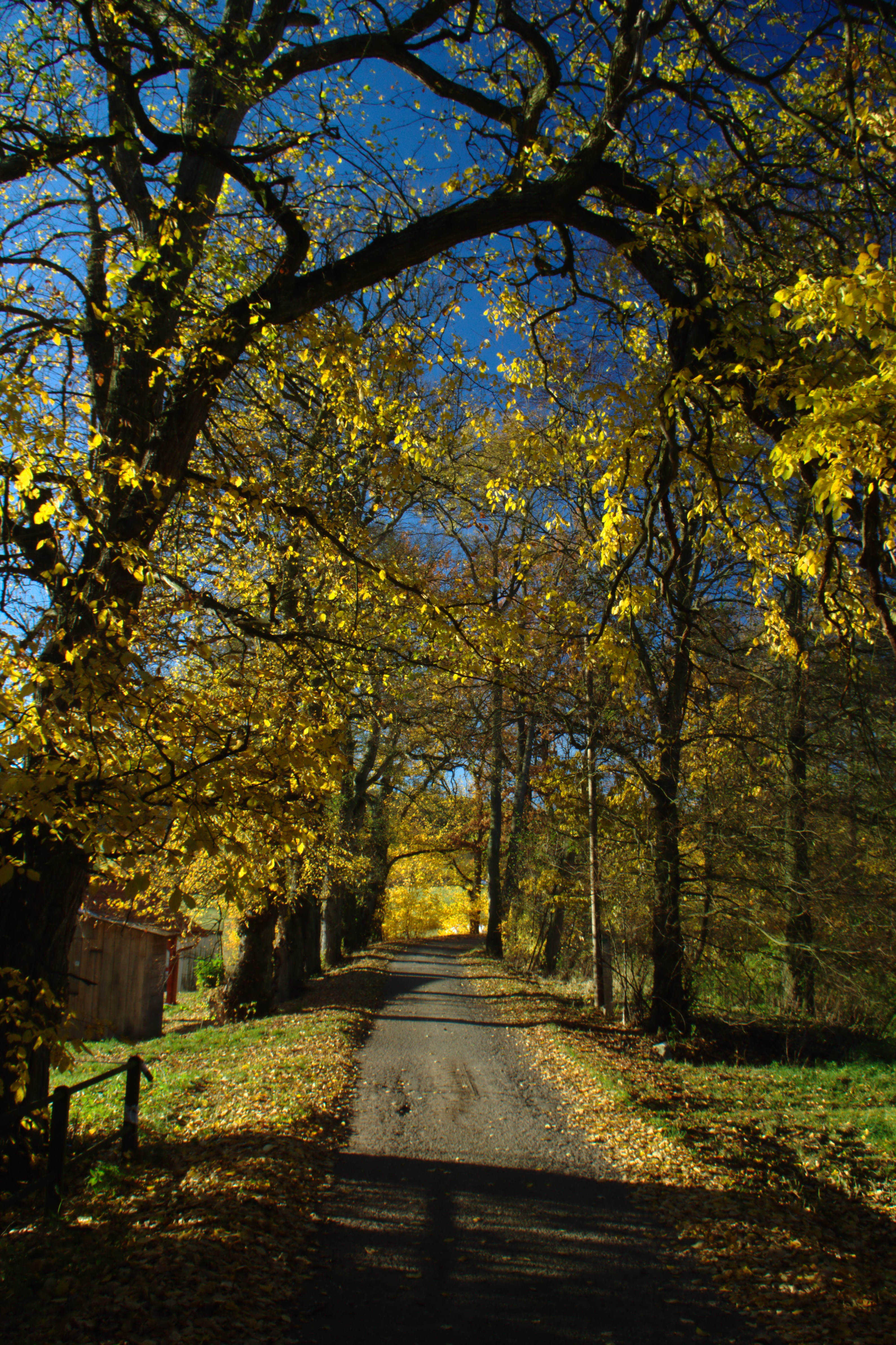
Alej
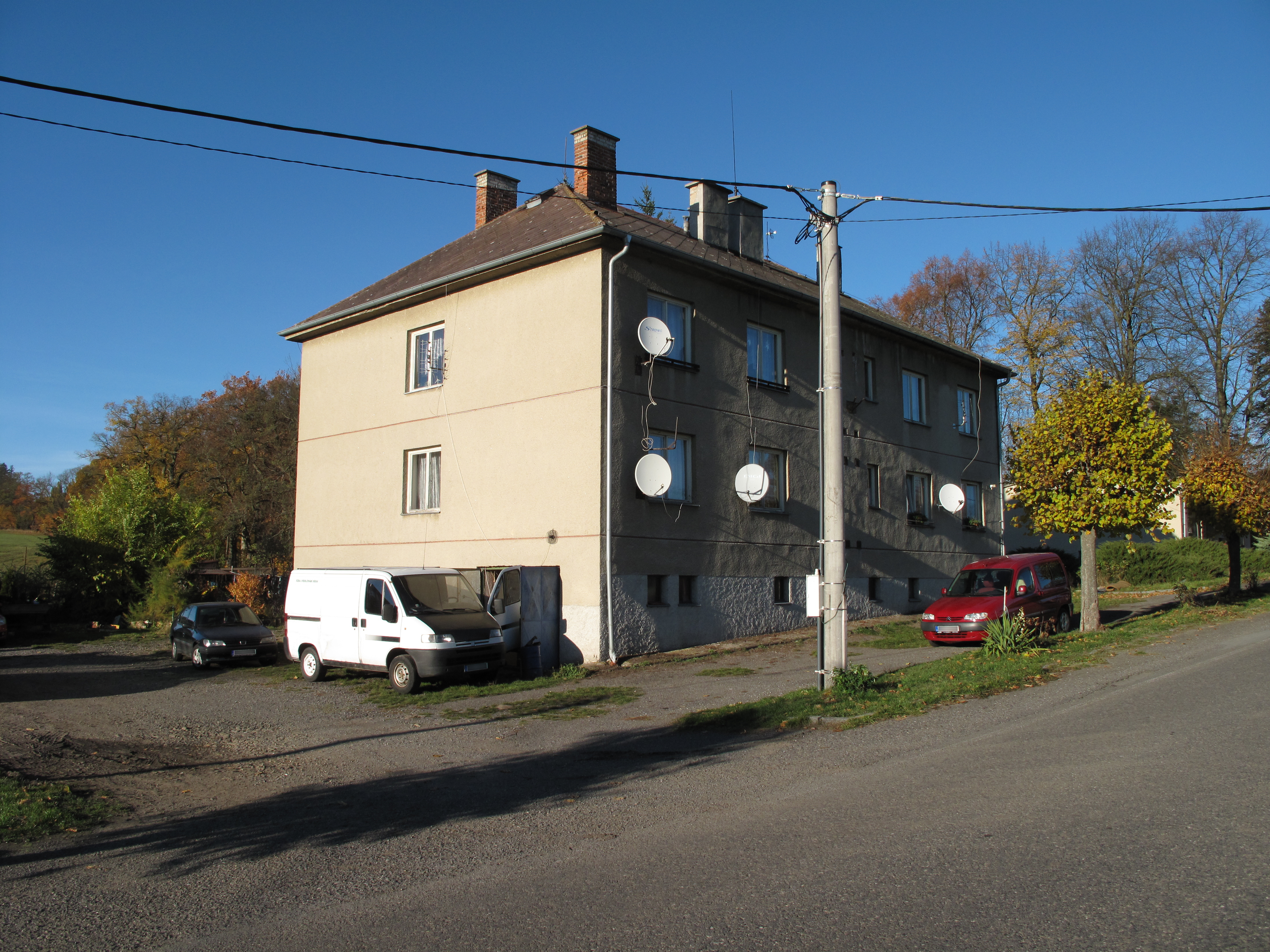
Bytovka
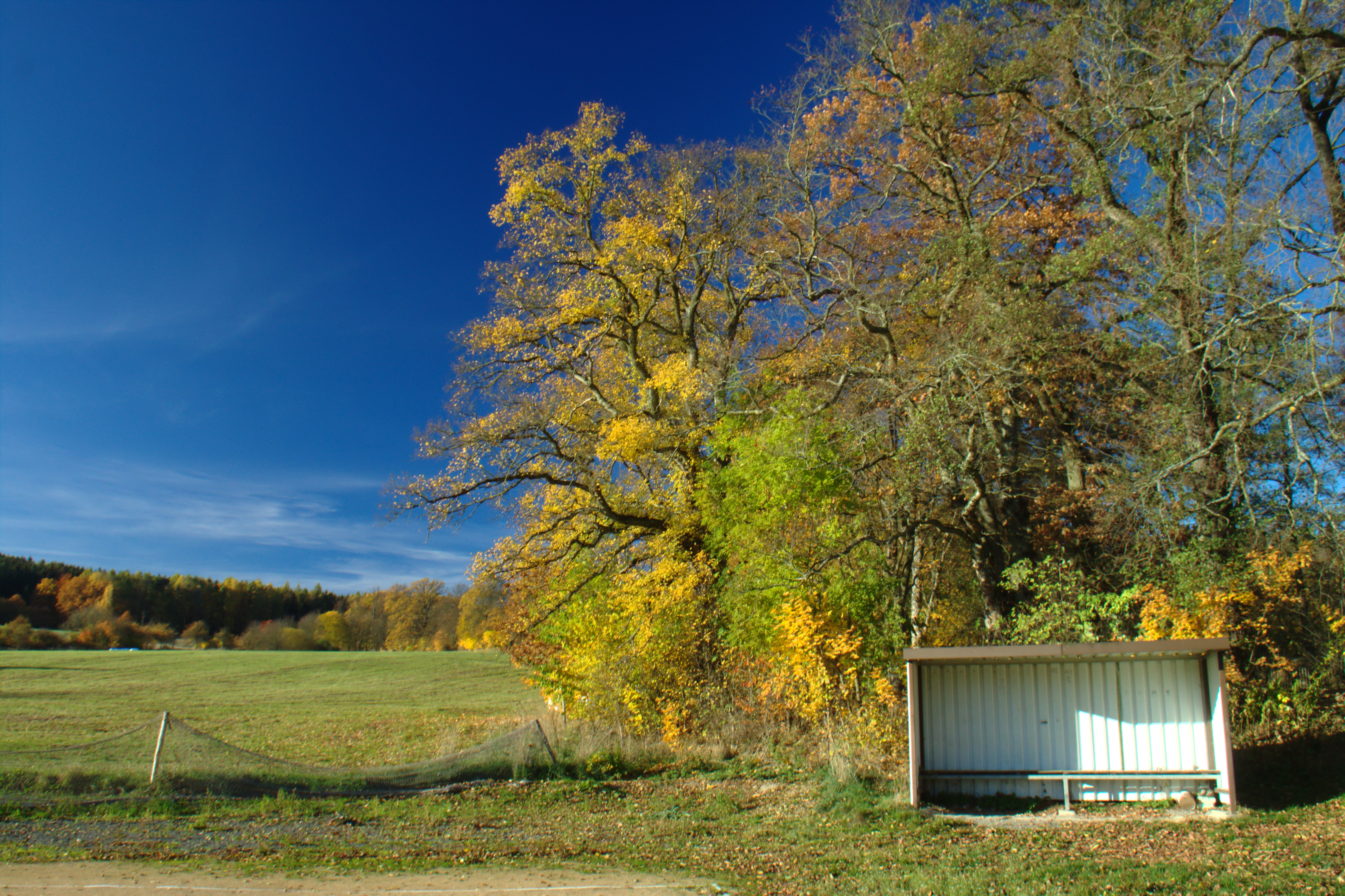
Hřiště
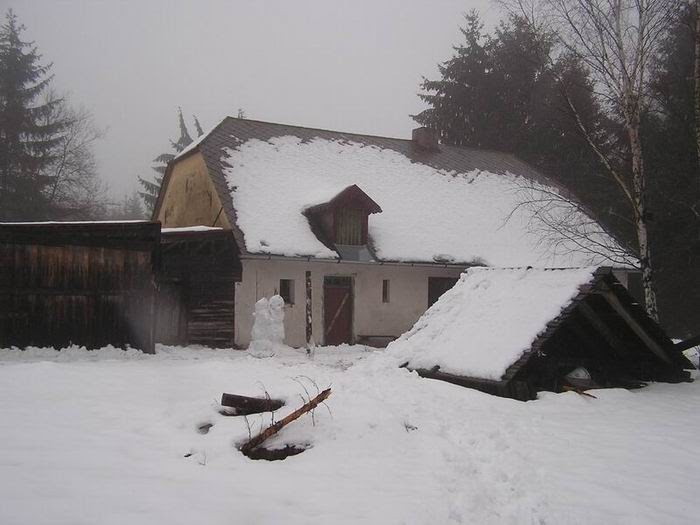
Hájovna
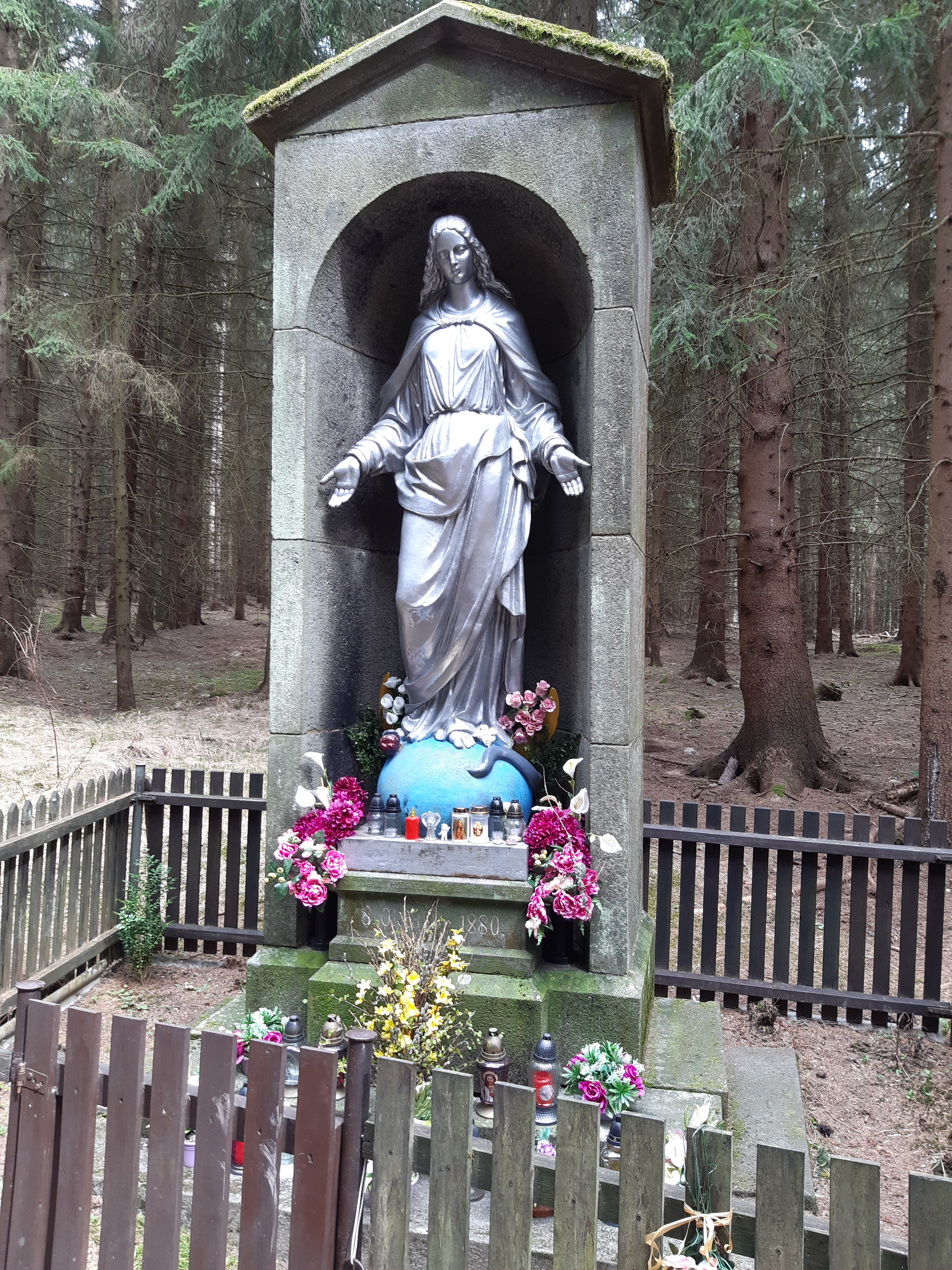
Socha Panny Marie
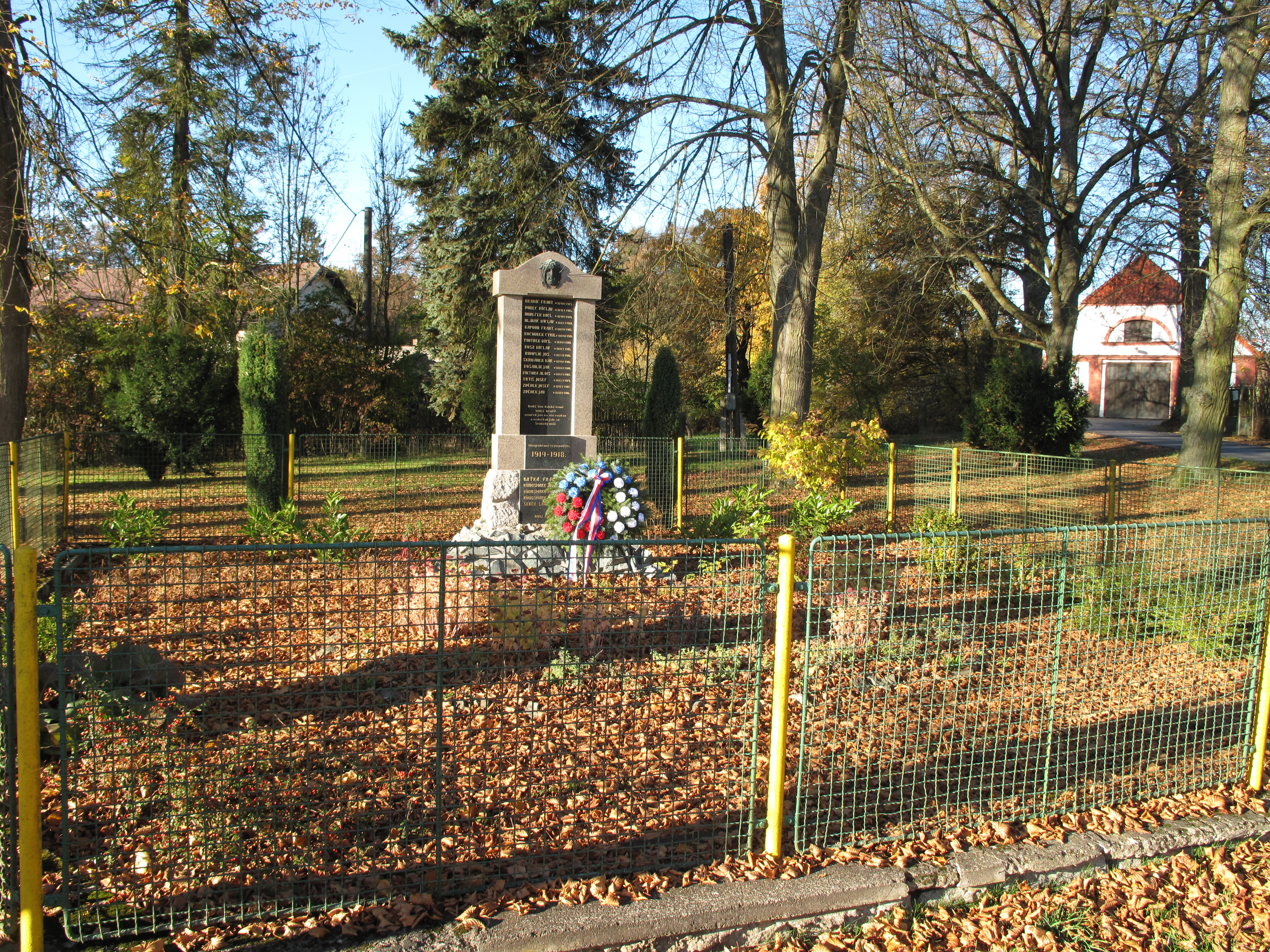
Pomník